# Stanišići
Stanišići (en serbe cyrillique : Станишићи) est un village du sud du Monténégro, dans la municipalité de Budva.

## Démographie

### Évolution historique de la population
| 1948 | 1953 | 1961 | 1971 | 1981 | 1991 | 2003 |
| ---- | ---- | ---- | ---- | ---- | ---- | ---- |
| 92   | 82   | 84   | 26   | 7    | 11   | 5    |